# Jean-Pierre François
Jean-Pierre François (* 7. Juni 1965 in Pont-à-Mousson, Département Meurthe-et-Moselle) ist ein ehemaliger französischer Fußballspieler auf der Position eines Stürmers und ehemaliger Schlagersänger, der es bis auf den zweiten Platz in den französischen Musikcharts brachte.

## Fußballkarriere
Jean-Pierre François begann seine Fußballerkarriere beim CS Blénod in Blénod-lès-Pont-à-Mousson. Dort schaffte Coco, so sein damaliger Spitzname, noch in jungen Jahren den Durchbruch in die Herrenmannschaft, die ihn in der Spielzeit 1982/83 in 18 Ligaspielen einsetzte, wobei er einmal zum Torerfolg kam. Die Mannschaft war erst 1982 von der französischen Drittklassigkeit in die Division 2 aufgestiegen. Am Ende der Saison konnte die von Titi Dorget trainierte Mannschaft die Klasse nicht halten und stieg wieder in die dritthöchste Fußballliga des Landes ab. François ging mit dem Team den Weg in diese Spielklasse und wechselte 1984 zum Ligakonkurrenten Cercle Laïque Dijon, dem Vorgänger des FCO Dijon. Dort kam er als Angriffsspieler in den nachfolgenden drei Spielzeiten zum Einsatz und stieg mit der Mannschaft in der Saison 1986/87 in die Division 2 auf.
Noch vor dem Aufstieg seiner Mannschaft gelang ihm der Sprung in die Division 1, wo er bei der gerade als Vizemeister der Division 2 aufgestiegenen AS Saint-Étienne unter Vertrag kam. Dort absolvierte er unter Robert Herbin, der in besagtem Sommer Henryk Kasperczak als Trainer abgelöst hatte, lediglich sechs Pflichtspiele für das Profiteam. Sein Ligadebüt gab er am 17. Oktober 1987 bei einem 1:0-Heimerfolg über die AS Cannes, als er in der 72. Spielminute für den gleichaltrigen Thierry Couralt, der bald darauf ebenfalls eine Karriere als Musiker einschlug, eingewechselt wurde. Bis zum Ende des Jahres 1987 folgten drei weitere Meisterschaftseinsätze, von denen er keinen einzigen über die volle Spieldauer brachte. Sein nächster Einsatz folgte erst am 12. März 1988 im Zweiunddreißigstelfinale der Coupe de France 1987/88, als ASSE im Elfmeterschießen mit 1:4 gegen den Zweitligisten FC Mulhouse aus dem Turnier ausschied. Am 32. Spieltag der Saison 1987/88 brachte es François noch auf einen fünften Kurzeinsatz in der Division 1, als er beim 3:0-Erfolg über die AS Monaco in Minute 88 für Pascal Françoise aufs Spielfeld kam. Den Rest der Saison verweilte er zumeist bei der Reservemannschaft, für die er es bei 15 Ligaeinsätzen auf sieben Treffer brachte.
Nach der Aussichtslosigkeit bei ASSE den Durchbruch zu schaffen – hier kamen 1987/88 mit Patrice Garande, Philippe Tibeuf und Mustafa El Haddaoui gleich drei Offensivspieler auf eine zweistellige Trefferanzahl – wechselte er für die Saison 1988/89 in die Schweiz zum FC Basel, konzentrierte sich zu dieser Zeit allerdings bereits auf seinen nächsten Karriereschritt. Nachdem er beim zwischenzeitlich aus der Nationalliga A in die Nationalliga B abgestiegenen FC Basel in Erscheinung trat, schaffte er es mit dem Team in der Saison 1988/89 auf den ersten Platz der Gruppe Ost der Nationalliga B und zog mit dem Team in die abschließende Auf-/Abstiegsrunde ein. Dort errang das Team in der Gruppe A den vierten Platz, verfehlte aber den Wiederaufstieg in die Erstklassigkeit, da nur die zwei Bestplatzierten einer Gruppe aufstiegsberechtigt waren. Mit Saisonende 1988/89 beendete François 23-jährig seine Karriere als Profifußballspieler.

## François als Musiker
Bereits im gleichen Jahr startete François eine Karriere als Schlagersänger. In einem Restaurant in Paris war er Anfang 1989 mit dem Komponisten Didier Barbelivien ins Gespräch gekommen. Barbelivien erkannte das Potential des 23-Jährigen und konnte ihn überzeugen, als Sänger in Erscheinung zu treten. Mit dem Lied Je te survivrai, das Barbelivien während erster Probeaufnahmen geschrieben hatte, gelang François auf Anhieb der Durchbruch: Die Single erreichte Platz zwei in den französischen Musikcharts, in denen sie 23 Wochen vertreten war.
Noch im gleichen Jahr der Veröffentlichung von Je te survivrai erschien auch die darauf basierende Parodie Vous me subirez der französischen Komikergruppierung Les Nuls, in der Jean-Pierre François von Patrick Sébastien dargestellt und dabei ins Lächerliche gezogen wurde.
Seine Karriere als Sänger setzte François bis in die frühen 1990er-Jahre fort und erreichte noch mit zwei weiteren Titeln aus seinem Debütalbum Des nuits eine Platzierung in den französischen Charts: Il a neigé sur les lacs schaffte es bis auf Position sechs und war 17 Wochen vertreten. Der anschließend als Single ausgekoppelte Titeltrack des Albums konnte sich hingegen nur vier Wochen in der Hitparade halten und kam dabei nicht über den 38. Platz hinaus.
1992 trat er unter anderem an der Seite der in den Vereinigten Staaten geborenen und in Frankreich eingebürgerten Sängerin Debbie Davis in Erscheinung und nahm mit ihr das Lied Y’a des heures auf. Federführend war bei all seinen Liedern Didier Barbelivien.
Kurz darauf zog sich François aus der Öffentlichkeit zurück, vor allem, um seine Familie vor den Medien zu schützen und so sein Privatleben zu bewahren. Im Jahr 2004 trat seine Tochter Sandy bei der vierten Staffel der französischen Version von Star Academy als Sängerin auf, auch in einem Duett mit ihrem Vater. Eine dauerhafte Rückkehr ins Rampenlicht lehnte er jedoch ab, da die Musikindustrie seiner Meinung nach aus lauter Heuchlern bestehe.

### Privatleben
Kurz nach dem Rückzug ins Privatleben eröffnete er eine Diskothek in Saint-Cyprien im Département Pyrénées-Orientales und betrieb sie bis in die frühen 2000er-Jahre, ehe er sie verkaufte. Ebenso führte er jahrelang, unter anderem mit seiner Lebensgefährtin Sandrine Margueritte und deren Freundin Lila Monit, die Bar/PMU Chez Tony ! in Ramatuelle sowie für eine ebenfalls längere Zeit das sogenannte Var Matin im Nachbarort Saint-Tropez. In Cavalaire-sur-Mer betrieb er auch das Restaurant La péniche, das er nach einigen Jahren ebenfalls verkaufte.
2002 wurde er Vizepräsident des FootBall Club de Ramatuelle aus Ramatuelle an der Côte d’Azur, nachdem er bereits kurz zuvor zum Ehrenpräsidenten gewählt worden war.